# EHF Champions League
De EHF Champions League is het hoogste Europese handbaltoernooi voor clubteams in Europa. Het wordt sinds 1993 jaarlijks georganiseerd door de Europese handbalfederatie (EHF). Voorheen organiseerde het Internationale Handbalfederatie (IHF) voor de mannenteams in 1956 en voor de dames 1960 de Europa Cup, kortweg Champions Cup.

## Toernooiopzet

### Deelnamen
De EHF publiceert jaarlijks een ranglijst van de aangesloten nationale bonden. De eerste negen landen mogen met hun landskampioen deelnemen aan het toernooi. Daarnaast is de tiende plek gereserveerd voor de best ploeg uit de EHF European League. De nationale bonden mogen upgrades aanvragen voor hun teams die in aanmerking komen om in de EHF European League. Op basis van de lijst met van aanvragen wat de bonden inleveren keurt het EHF Executive Committee minimaal zes aanvragen goed.
De huidige speelsysteem is geïntroduceerd vóór het seizoen 2020/21.

### Rondes

#### Groepsfase
Sinds het seizoen 2020/21 worden er twee groepen gevormd, met acht teams elk groep. Alle teams in elke groep spelen twee keer tegen elkaar, in thuis- en uitwedstrijden (in totaal 14 wedstrijden). De eerste twee teams in groepen A en B gaan direct door naar de kwartfinales, terwijl de teams die op plek drie tot en met zes doorgaan naar de play-offs. Voor de laatste twee teams in beide groepen zijn uitgeschakeld in de EHF Champions League.

#### Play-offs
De teams die in de play-off uitkomen worden door de eindpositie tegen een tegenstander geplaatst uit de andere groep (A6 - B3, B6 - A3, A5 - B4 en B5 - A4). Elke wedstrijd wordt beslist via een thuis- en uitwedstrijd, waarbij de totale stand uit beide wedstrijden één winnaars. Die winnaar gaat door naar de naar de kwartfinales. De hoger gerangschikte teams in de groepsfase hebben thuisvoordeel in de tweede wedstrijd.

#### Kwartfinale
Net als in de play-offs spelen de teams in tweetallen tegen elkaar. In deze groep spelen ook de beste twee teams uit de groepsfase. De ronde ziet er als volg uit de winnaar van A5/B4 speelt tegen de nummer 1 uit groep A, de winnaar van B5/A4 speelt tegen de nummer 1 kuit groep B, de winnaar van A6/B3 speelt tegen de nummer twee van groep A en de winnaar B6/A3 speelt tegen de nummer twee uit groep B. De winnaar uit twee wedstrijden spelen in de EHF FINAL4.

### EHF FINAL4
De officiële naam voor de EHF FINAL4 is de EHF FINAL4 Men bij de dames in het de DELO Women's EHF FINAL4. In de Final4 finale doen de vier winnaars van de kwartfinale. Zijn worden door een loting met elkaar gezet en werden er twee halve finale gespeeld. De halve finales worden in 1 wedstrijd gespeeld. De winnaars van beide wedstrijden spelen in de finale van EHF FINAL4 de verliezers van de halve finale spelen nog een kleine finale.
De EHF FINAL4 worden gespeeld op neutraal gebied. Bij de heren wordt de finale in Keulen, Duitsland gespeeld en bij de dames in Boedapest, Hongarije.

## Winnaars
| Heren                | Heren                                           | Heren                                           | Heren                                           | Heren                                           |         | Dames                                            | Dames                                            | Dames                                            | Dames                                            | Dames          |
| Seizoen              | Winnaars                                        | Score                                           | Score                                           | Finalist                                        | Seizoen | Winnaars                                         | Score                                            | Score                                            | Finalist                                         |                |
| -------------------- | ----------------------------------------------- | ----------------------------------------------- | ----------------------------------------------- | ----------------------------------------------- | ------- | ------------------------------------------------ | ------------------------------------------------ | ------------------------------------------------ | ------------------------------------------------ | -------------- |
| Europa Cup           |                                                 |                                                 |                                                 |                                                 |         |                                                  |                                                  |                                                  |                                                  |                |
| 1956/57              | Dukla Praag                                     | 21–13                                           | 21–13                                           | Örebro SK                                       |         |                                                  |                                                  |                                                  |                                                  |                |
| 1957/58              | Geen editie i.v.m. het Wereldkampioenschap 1958 | Geen editie i.v.m. het Wereldkampioenschap 1958 | Geen editie i.v.m. het Wereldkampioenschap 1958 | Geen editie i.v.m. het Wereldkampioenschap 1958 |         |                                                  |                                                  |                                                  |                                                  |                |
| 1958/59              | Redbergslids IK                                 | 18–13                                           | 18–13                                           | Frisch Auf Göppingen                            |         |                                                  |                                                  |                                                  |                                                  |                |
| 1959/60              | Frisch Auf Göppingen                            | 18–13                                           | 18–13                                           | Aarhus                                          |         |                                                  |                                                  |                                                  |                                                  |                |
| 1960/61              | Geen editie i.v.m. het Wereldkampioenschap 1961 | Geen editie i.v.m. het Wereldkampioenschap 1961 | Geen editie i.v.m. het Wereldkampioenschap 1961 | Geen editie i.v.m. het Wereldkampioenschap 1961 | 1961    | Știința București                                | 08–01                                            | 05–04                                            | Slavia Praag                                     |                |
| 1961/62              | Frisch Auf Göppingen                            | 13–11                                           | 13–11                                           | Partizan Bjelovar                               | 1961/62 | Sparta Praag                                     | 02–03                                            | 09–04                                            | ORK Belgrade                                     |                |
| 1962/63              | Dukla Praag                                     | 15–13                                           | 15–13                                           | Dinamo București                                | 1962/63 | Trud Moscow                                      | 11–08                                            | 11–08                                            | Frederiksberg IF                                 |                |
| 1963/64              | Geen editie i.v.m. het Wereldkampioenschap 1964 | Geen editie i.v.m. het Wereldkampioenschap 1964 | Geen editie i.v.m. het Wereldkampioenschap 1964 | Geen editie i.v.m. het Wereldkampioenschap 1964 | 1963/64 | Rapid București                                  | 14–13                                            | 14–13                                            | Helsingør IF                                     |                |
| 1964/65              | Dinamo București                                | 13–11                                           | 13–11                                           | Medveščak                                       | 1964/65 | HG København                                     | 14–06                                            | 07–10                                            | Spartacus Budapest                               |                |
| 1965/66              | SC DHfK Leipzig                                 | 16–14                                           | 16–14                                           | Budapest Honvéd                                 | 1965/66 | SC Leipzig                                       | 10–05                                            | 07–06                                            | HG København                                     |                |
| 1966/67              | VfL Gummersbach                                 | 17–13                                           | 17–13                                           | Dukla Praag                                     | 1966/67 | Žalgiris Kaunas                                  | 08–07                                            | 08–07                                            | SC Leipzig                                       |                |
| 1967/68              | Steaua București                                | 13–11                                           | 13–11                                           | Dukla Praag                                     | 1967/68 | Žalgiris Kaunas                                  | 13–11                                            | 13–11                                            | Empor Rostock                                    |                |
| 1968/69              | Geen editie i.v.m. de Praagse Lente             | Geen editie i.v.m. de Praagse Lente             | Geen editie i.v.m. de Praagse Lente             | Geen editie i.v.m. de Praagse Lente             | 1968/69 | Geen editie i.v.m. de Inval van het Warschaupact | Geen editie i.v.m. de Inval van het Warschaupact | Geen editie i.v.m. de Inval van het Warschaupact | Geen editie i.v.m. de Inval van het Warschaupact |                |
| 1969/70              | VfL Gummersbach                                 | 14–11                                           | 14–11                                           | SC Dynamo Oost-Berlin                           | 1969/70 | Spartak Kyiv                                     | 09–07                                            | 09–07                                            | SC Leipzig                                       |                |
| 1970/71              | VfL Gummersbach                                 | 17–16                                           | 17–16                                           | Steaua București                                | 1970/71 | Spartak Kyiv                                     | 11–09                                            | 11–09                                            | Ferencvárosi TC                                  |                |
| 1971/72              | Partizan Bjelovar                               | 19–14                                           | 19–14                                           | VfL Gummersbach                                 | 1971/72 | Spartak Kyiv                                     | 12–08                                            | 12–08                                            | SC Leipzig                                       |                |
| 1972/73              | MAI Moskou                                      | 26–23                                           | 26–23                                           | Partizan Bjelovar                               | 1972/73 | Spartak Kyiv                                     | 17–08                                            | 17–08                                            | CSU UV Timișoara                                 |                |
| 1973/74              | VfL Gummersbach                                 | 19–17                                           | 19–17                                           | MAI Moskou                                      | 1973/74 | SC Leipzig                                       | 12–10                                            | 12–10                                            | Spartak Kyiv                                     |                |
| 1974/75              | ASK Frankfurt/Oder                              | 19–17                                           | 19–17                                           | Borac Banja Luka                                | 1974/75 | Spartak Kyiv                                     | 14–10                                            | 14–10                                            | Lokomotiva Zagreb                                |                |
| 1975/76              | Borac Banja Luka                                | 17–15                                           | 17–15                                           | Fredericia KFUM                                 | 1975/76 | Radnicki Belgrade                                | 22–12                                            | 22–12                                            | Swift Roermond                                   |                |
| 1976/77              | Steaua București                                | 21–20                                           | 21–20                                           | CSKA Moskou                                     | 1976/77 | Spartak Kyiv                                     | 15–07                                            | 15–07                                            | SC Leipzig                                       |                |
| 1977/78              | Magdeburg                                       | 28–22                                           | 28–22                                           | Śląsk Wrocław                                   | 1977/78 | TSC Berlin                                       | 19–14                                            | 19–14                                            | Vasas Budapest                                   |                |
| 1978/79              | TV Großwallstadt                                | 14–10                                           | 18–16                                           | Empor Rostock                                   | 1978/79 | Spartak Kyiv                                     | 13–17                                            | 14–09                                            | Vasas Budapest                                   |                |
| 1979/80              | TV Großwallstadt                                | 21–12                                           | 21–12                                           | Valur                                           | 1979/80 | Radnicki Belgrade                                | 22–19                                            | 23–10                                            | Inter Bratislava                                 |                |
| 1980/81              | Magdeburg                                       | 25–23                                           | 29–18                                           | Slovan Ljubljana                                | 1980/81 | Spartak Kyiv                                     | 17–13                                            | 22–13                                            | Radnicki Belgrade                                |                |
| 1981/82              | Budapest Honvéd                                 | 25–16                                           | 18–24                                           | TSV St. Otmar St. Gallen                        | 1981/82 | Vasas Budapest                                   | 23–19                                            | 25–17                                            | Radnicki Belgrade                                |                |
| 1982/83              | VfL Gummersbach                                 | 15–19                                           | 13–14                                           | CSKA Moskou                                     | 1982/83 | Spartak Kyiv                                     | 23–19                                            | 25–17                                            | Radnicki Belgrade                                |                |
| 1983/84              | Dukla Praag                                     | 21–17                                           | 21–17                                           | Metaloplastika                                  | 1983/84 | Radnicki Belgrade                                | 22–16                                            | 20–19                                            | Bayer 04 Leverkusen                              |                |
| 1984/85              | Metaloplastika                                  | 19–12                                           | 20–30                                           | Atlético Madrid                                 | 1984/85 | Spartak Kyiv                                     | 23–16                                            | 18–15                                            | Radnicki Belgrade                                |                |
| 1985/86              | Metaloplastika                                  | 29–24                                           | 30–23                                           | Wybrzeże Gdańsk                                 | 1985/86 | Spartak Kyiv                                     | 29–23                                            | 23–22                                            | Ştiinţa Bacău                                    |                |
| 1986/87              | SKA Minsk                                       | 32–24                                           | 25–30                                           | Wybrzeże Gdańsk                                 | 1986/87 | Spartak Kyiv                                     | 25–17                                            | 25–20                                            | Hypo Niederösterreich                            |                |
| 1987/88              | CSKA Moskou                                     | 18–15                                           | 21–18                                           | TUSEM Essen                                     | 1987/88 | Spartak Kyiv                                     | 16–14                                            | 17–17                                            | Hypo Niederösterreich                            |                |
| 1988/89              | SKA Minsk                                       | 30–24                                           | 37–23                                           | Steaua București                                | 1988/89 | Hypo Niederösterreich                            | 16–14                                            | 21–19                                            | Spartak Kyiv                                     |                |
| 1989/90              | SKA Minsk                                       | 26–21                                           | 29–27                                           | FC Barcelona                                    | 1989/90 | Hypo Niederösterreich                            | 29–24                                            | 30–26                                            | Kuban Krasnodar                                  |                |
| 1990/91              | FC Barcelona                                    | 23–21                                           | 20–17                                           | Proleter Zrenjanin                              | 1990/91 | TV Giessen-Lützellinden                          | 21–15                                            | 22–25                                            | Hypo Niederösterreich                            |                |
| 1991/92              | Zagreb                                          | 22–20                                           | 18–28                                           | Santander                                       | 1991/92 | Hypo Niederösterreich                            | 15–14                                            | 19–18                                            | TV Giessen-Lützellinden                          |                |
| 1992/93              | Zagreb                                          | 22–17                                           | 22–18                                           | Wallau-Massenheim                               | 1992/93 | Hypo Niederösterreich                            | 07–14                                            | 23–11                                            | Vasas Budapest                                   |                |
| EHF Champions League |                                                 |                                                 |                                                 |                                                 |         |                                                  |                                                  |                                                  |                                                  |                |
| 1993/94              | Santander                                       | 22–22                                           | 23–21                                           | ABC Braga                                       |         | 1993/94                                          | Hypo Niederösterreich                            | 18–20                                            | 25–21                                            | Vasas Budapest |
| 1994/95              | Bidasoa                                         | 30–20                                           | 27–26                                           | Zagreb                                          | 1994/95 | Hypo Niederösterreich                            | 17–14                                            | 26–19                                            | Podravka Koprivnica                              |                |
| 1995/96              | FC Barcelona                                    | 23–15                                           | 23–23                                           | Bidasoa                                         | 1995/96 | Podravka Koprivnica                              | 17–13                                            | 25–20                                            | Hypo Niederösterreich                            |                |
| 1996/97              | FC Barcelona                                    | 31–22                                           | 23–30                                           | Zagreb                                          | 1996/97 | Marítim                                          | 35–26                                            | 24–23                                            | Viborg HK                                        |                |
| 1997/98              | FC Barcelona                                    | 28–18                                           | 22–28                                           | Zagreb                                          | 1997/98 | Hypo Niederösterreich                            | 28–21                                            | 26–28                                            | Marítim                                          |                |
| 1998/99              | FC Barcelona                                    | 22–22                                           | 29–18                                           | Zagreb                                          | 1998/99 | Dunaújvárosi NKS                                 | 25–23                                            | 26–26                                            | RK Krim                                          |                |
| 1999/00              | FC Barcelona                                    | 28–25                                           | 29–24                                           | THW Kiel                                        | 1999/00 | Hypo Niederösterreich                            | 32–23                                            | 22–20                                            | Kometal Gjorče Petrov                            |                |
| 2000/01              | San Antonio                                     | 30–24                                           | 25–22                                           | Barcelona                                       | 2000/01 | Krim Ljubljana                                   | 22–22                                            | 25–19                                            | Viborg HK                                        |                |
| 2001/02              | Magdeburg                                       | 23–21                                           | 30–25                                           | Veszprém                                        | 2001/02 | Kometal Gjorče Petrov                            | 27–25                                            | 26–22                                            | Ferencvárosi TC                                  |                |
| 2002/03              | Montpellier                                     | 27–19                                           | 31–19                                           | San Antonio                                     | 2002/03 | RK Krim                                          | 30–27                                            | 36–28                                            | Marítim                                          |                |
| 2003/04              | Celje                                           | 34–28                                           | 30–28                                           | SG Flensburg-Handewitt                          | 2003/04 | Slagelse FH                                      | 25–24                                            | 32–36                                            | RK Krim                                          |                |
| 2004/05              | FC Barcelona                                    | 28–27                                           | 29–27                                           | Ciudad Real                                     | 2004/05 | Slagelse FH                                      | 27–23                                            | 20–27                                            | Kometal Gjorče Petrov                            |                |
| 2005/06              | Ciudad Real                                     | 19–25                                           | 37–28                                           | San Antonio                                     | 2005/06 | Viborg HK                                        | 22–24                                            | 20–21                                            | RK Krim                                          |                |
| 2006/07              | THW Kiel                                        | 28–28                                           | 29–27                                           | SG Flensburg-Handewitt                          | 2006/07 | Slagelse FH                                      | 29–29                                            | 32–24                                            | Lada Togliatti                                   |                |
| 2007/08              | Ciudad Real                                     | 27–29                                           | 25–31                                           | THW Kiel                                        | 2007/08 | Zvezda Zvenigorod                                | 25–24                                            | 29–31                                            | Hypo Niederösterreich                            |                |
| 2008/09              | Ciudad Real                                     | 39–34                                           | 33–27                                           | THW Kiel                                        | 2008/09 | Viborg HK                                        | 24–26                                            | 23–26                                            | Győri ETO KC                                     |                |
| 2009/10              | THW Kiel                                        | 36–34                                           | 36–34                                           | FC Barcelona                                    | 2009/10 | Viborg HK                                        | 28–21                                            | 32–31                                            | Oltchim Râmnicu Vâlcea                           |                |
| 2010/11              | FC Barcelona                                    | 27–24                                           | 27–24                                           | Ciudad Real                                     | 2010/11 | Larvik HK                                        | 23–21                                            | 25–24                                            | SD Itxako                                        |                |
| 2011/12              | THW Kiel                                        | 26–21                                           | 26–21                                           | Atlético Madrid                                 | 2011/12 | ŽRK Budućnost                                    | 29–27                                            | 27–25                                            | Győri ETO KC                                     |                |
| 2012/13              | HSV Hamburg                                     | 30–29                                           | 30–29                                           | FC Barcelona                                    | 2012/13 | Győri ETO KC                                     | 21–24                                            | 23–22                                            | Larvik HK                                        |                |
| 2013/14              | SG Flensburg-Handewitt                          | 30–28                                           | 30–28                                           | THW Kiel                                        | 2013/14 | Győri ETO KC                                     | 27–21                                            | 27–21                                            | ŽRK Budućnost                                    |                |
| 2014/15              | FC Barcelona                                    | 28–23                                           | 28–23                                           | Veszprém                                        | 2014/15 | CSM București                                    | 26–22                                            | 26–22                                            | Larvik HK                                        |                |
| 2015/16              | Vive Kielce                                     | 39–38 (7m)                                      | 39–38 (7m)                                      | Veszprém                                        | 2015/16 | ŽRK Budućnost                                    | 29–26 (7m)                                       | 29–26 (7m)                                       | Győri ETO KC                                     |                |
| 2016/17              | Vardar                                          | 24–23                                           | 24–23                                           | Paris Saint-Germain                             | 2016/17 | Győri ETO KC                                     | 31–30 (v)                                        | 31–30 (v)                                        | Vardar                                           |                |
| 2017/18              | Montpellier                                     | 32–26                                           | 32–26                                           | HBC Nantes                                      | 2017/18 | Győri ETO KC                                     | 27–26 (v)                                        | 27–26 (v)                                        | Vardar                                           |                |
| 2018/19              | Vardar                                          | 27–24                                           | 27–24                                           | Veszprém                                        | 2018/19 | Győri ETO KC                                     | 25–24                                            | 25–24                                            | Rostov-Don                                       |                |
| 2019/20              | THW Kiel                                        | 33–28                                           | 33–28                                           | FC Barcelona                                    | 2019/20 | Editie niet uitgespeeld door Coronapandemie      | Editie niet uitgespeeld door Coronapandemie      | Editie niet uitgespeeld door Coronapandemie      | Editie niet uitgespeeld door Coronapandemie      |                |
| 2020/21              | FC Barcelona                                    | 36–23                                           | 36–23                                           | Aalborg Håndbold                                | 2020/21 | Vipers Kristiansand                              | 34–28                                            | 34–28                                            | Brest Bretagne                                   |                |
| 2021/22              | FC Barcelona                                    | 37–35                                           | 37–35                                           | Vive Kielce                                     | 2021/22 | Vipers Kristiansand                              | 33–31                                            | 33–31                                            | Győri ETO KC                                     |                |
| 2022/23              | Magdeburg                                       | 30–29 (v)                                       | 30–29 (v)                                       | FC Barcelona                                    | 2022/23 | Vipers Kristiansand                              | 28–24                                            | 28–24                                            | FTC Rail-Cargo Hungaria                          |                |
| 2023/24              | FC Barcelona                                    | 31–30                                           | 31–30                                           | Aalborg Håndbold                                | 2023/24 | Győri ETO KC                                     | 30–24                                            | 30–24                                            | SG BBM Bietigheim                                |                |
| 2024/25              | Magdeburg                                       | 32–26                                           | 32–26                                           | Füchse Berlin                                   | 2024/25 | Győri ETO KC                                     | 29–27                                            | 29–27                                            | Odense Håndbold                                  |                |

- Dik gebruikte stand is de stand van de winnende ploeg.
- (7m) = gewonnen met 7m's, (v) gewonnen na verlenging

## Topscorers
| Heren   | Heren                           | Heren                 | Heren |         | Dames                      | Dames                   | Dames       | Dames |
| Seizoen | Speler                          | Club                  |       | Seizoen | Speler                     | Club                    |             |       |
| ------- | ------------------------------- | --------------------- | ----- | ------- | -------------------------- | ----------------------- | ----------- | ----- |
| 2003/04 | Stefan Kretzschmar              | SC Magdeburg          | 64    |         | 2003/04                    | Bojana Popovic          | Slagelse FH | 98    |
| 2004/05 | Siarhei Rutenka                 | Celje                 | 95    | 2004/05 | Tatjana Logvin             | Hypo Niederösterreich   | 85          |       |
| 2005/06 | Kiril Lazarov                   | Veszprém              | 85    | 2005/06 | Nataliya Derepasko         | Krim Ljubljana Slovenia | 85          |       |
| 2006/07 | Nikola Karabatić                | THW Kiel              | 89    | 2006/07 | Bojana Popovic             | Slagelse FH             | 96          |       |
| 2007/08 | Kiril Lazarov Ólafur Stefánsson | Zagreb BM Ciudad Real | 96    | 2007/08 | Timea Toth                 | Hypo Niederösterreich   | 127         |       |
| 2008/09 | Filip Jicha                     | THW Kiel              | 99    | 2008/09 | Grit Jurack                | Viborg HK               | 113         |       |
| 2009/10 | Filip Jicha                     | THW Kiel              | 119   | 2009/10 | Cristina Georgiana Varzaru | Viborg HK               | 101         |       |
| 2010/11 | Uwe Gensheimer                  | Rhein-Neckar Löwen    | 118   | 2010/11 | Heidi Løke                 | Larvik HK               | 99          |       |
| 2011/12 | Mikkel Hansen                   | AG København          | 98    | 2011/12 | Anita Görbicz              | Győri ETO KC            | 133         |       |
| 2012/13 | Hans Lindberg                   | HSV Hamburg           | 101   | 2012/13 | Zsuzsanna Tomori           | Ferencvaros Budapest    | 95          |       |
| 2013/14 | Momir Ilic                      | Veszprém              | 103   | 2013/14 | Anita Görbicz              | Győri ETO KC            | 87          |       |
| 2014/15 | Momir Ilic                      | Veszprém              | 114   | 2014/15 | Cristina Neagu             | ŽRK Budućnost           | 102         |       |
| 2015/16 | Mikkel Hansen                   | Paris Saint-Germain   | 141   | 2015/16 | Isabelle Gulldén           | CSM București           | 108         |       |
| 2016/17 | Uwe Gensheimer                  | Paris Saint-Germain   | 115   | 2016/17 | Andrea Penezic             | RK Vardar               | 98          |       |
| 2017/18 | Uwe Gensheimer                  | Paris Saint-Germain   | 92    | 2017/18 | Cristina Neagu             | CSM București           | 110         |       |
| 2018/19 | Alex Dujshebaev Dovichebaeva    | Vive Kielce           | 99    | 2018/19 | Linn Jørum Sulland         | Vipers Kristiansand     | 89          |       |
| 2019/20 | Niclas Ekberg                   | THW Kiel              | 85    | 2019/20 | Jovanka Radičević          | ŽRK Budućnost           | 97          |       |
| 2020/21 | Valero Rivera Folch             | HBC Nantes            | 95    | 2020/21 | Ana Gros                   | Brest Bretagne Handball | 135         |       |
| 2021/22 | Aleix Gómez                     | FC Barcelona          | 104   | 2021/22 | Cristina Neagu             | CSM București           | 110         |       |
| 2022/23 | Emil Madsen                     | GOG Håndbold          | 107   | 2022/23 | Henny Reistad              | Team Esbjerg            | 142         |       |
| 2023/24 | Kamil Syprzak                   | Paris Saint-Germain   | 112   | 2023/24 |                            |                         |             |       |
| 2024/25 | Mathias Gidsel                  | Füchse Berlin         | 135   | 2024/25 |                            |                         |             |       |

## Belgische en Nederlandse teams in de Champions League

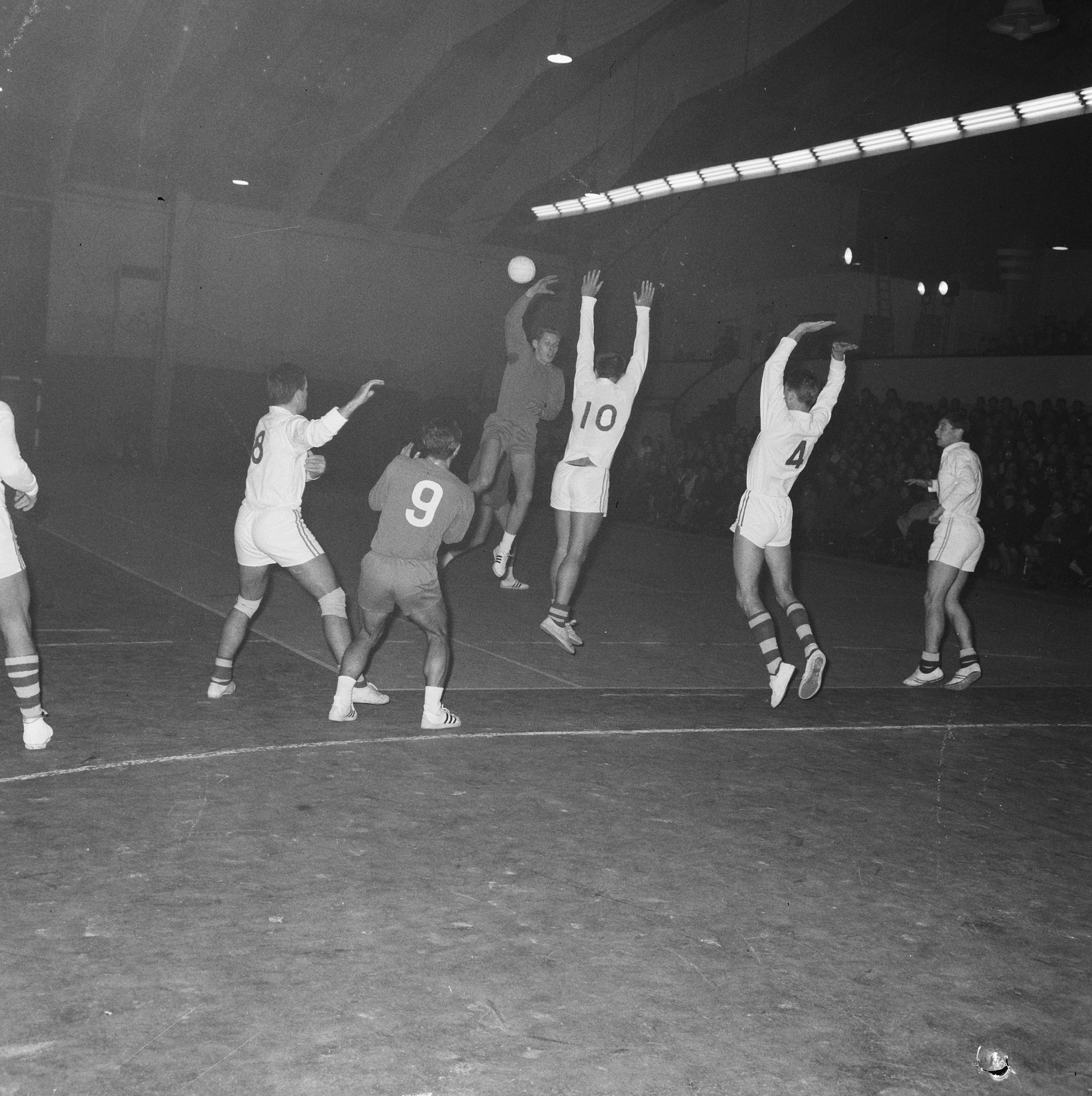
Kwalificatieronde Champions Cup 1964/65, Operatie '55 tegen HB Dudelange (11-12)

| België heren         | België heren       | België heren        |
| Seizoen              | Club               | Resultaat           |
| -------------------- | ------------------ | ------------------- |
| Europa Cup           |                    |                     |
| 1956/57              | Geen deelname      | Geen deelname       |
| 1958/59              | ROC Flémalle       | Kwalificatieronde   |
| 1959/60              | ROC Flémalle       | Kwalificatieronde   |
| 1961/62              | ROC Flémalle       | 1/8 finale          |
| 1962/63              | ROC Flémalle       | 1/8 finale          |
| 1964/65              | ROC Flémalle       | Kwalificatieronde   |
| 1965/66              | ROC Flémalle       | Kwalificatieronde   |
| 1966/67              | Schaerbeek Brussel | Kwalificatieronde   |
| 1967/68              | Progrès Seraing    | Kwalificatieronde   |
| 1969/70              | Geen deelname      | Geen deelname       |
| 1970/71              | ROC Flémalle       | Kwalificatieronde   |
| 1971/72              | Inter Herstal      | 1/8 finale          |
| 1972/73              | Avanti Lebbeke     | 1/8 finale          |
| 1973/74              | Avanti Lebbeke     | Kwalificatieronde   |
| 1974/75              | Sasja              | 1/8 finale          |
| 1975/76              | Sasja              | 1/8 finale          |
| 1976/77              | ROC Flémalle       | Kwalificatieronde   |
| 1977/78              | Progrès Seraing    | Kwalificatieronde   |
| 1978/79              | Sporting Neerpelt  | 1/8 finale          |
| 1979/80              | Klub Mechelen      | Kwalificatieronde   |
| 1980/81              | Sporting Neerpelt  | 1/8 finale          |
| 1981/82              | Sporting Neerpelt  | 1/8 finale          |
| 1982/83              | Sporting Neerpelt  | Kwalificatieronde   |
| 1983/84              | Sporting Neerpelt  | 1/8 finale          |
| 1984/85              | Initia Hasselt     | Kwalificatieronde   |
| 1985/86              | Initia Hasselt     | Kwalificatieronde   |
| 1896/87              | Initia Hasselt     | Kwalificatieronde   |
| 1987/88              | Sporting Neerpelt  | 1/8 finale          |
| 1988/89              | Sporting Neerpelt  | Kwalificatieronde   |
| 1989/90              | Sporting Neerpelt  | Kwalificatieronde   |
| 1990/91              | Sporting Neerpelt  | Kwalificatieronde   |
| 1991/92              | Inter Herstal      | Kwalificatieronde   |
| 1992/93              | OLSE Merksem       | Kwalificatieronde 2 |
| EHF Champions League |                    |                     |
| 1993/94              | Initia Hasselt     | Kwalificatieronde   |
| 1994/95              | Initia Hasselt     | Kwalificatieronde   |
| 1995/96              | Initia Hasselt     | Kwalificatieronde   |
| 1996/97              | Initia Hasselt     | Kwalificatieronde   |
| 1997/98              | Initia Hasselt     | Kwalificatieronde   |
| 1998/99              | Initia Hasselt     | Kwalificatieronde   |
| 1999/00              | Initia Hasselt     | Kwalificatieronde   |
| 2000/01              | Eynatten           | Kwalificatieronde   |
| 2001/02              | Eynatten           | Kwalificatieronde   |
| 2002/03              | Eynatten           | Kwalificatieronde   |
| 2003/04              | Tongeren           | Kwalificatieronde   |
| 2004/05              | Sporting Neerpelt  | Kwalificatieronde   |
| 2005/06              | Tongeren           | Kwalificatieronde   |
| 2006/07              | Geen deelname      | Geen deelname       |
| 2007/08              | Geen deelname      | Geen deelname       |
| 2008/09              | Sasja              | Kwalificatieronde   |
| 2009/10 - 2019/20    | Geen deelname      | Geen deelname       |
| 2014/15              | Initia Hasselt     | Kwalificatieronde   |
| 2015/16              | Geen deelname      | Geen deelname       |
| 2016/17              | Achilles Bocholt   | Kwalificatieronde   |
| 2017/18 - heden      | Geen deelname      | Geen deelname       |

| Nederland heren      | Nederland heren    | Nederland heren     |
| Seizoen              | Club               | Resultaat           |
| -------------------- | ------------------ | ------------------- |
| Europa Cup           |                    |                     |
| 1956/57              | Geen deelname      | Geen deelname       |
| 1958/59              | Olympia Hengelo    | Kwalificatieronde 1 |
| 1959/60              | Aalsmeer           | 1/4 finale          |
| 1961/62              | Niloc              | 1/8 finale          |
| 1962/63              | Operatie'55        | Kwalificatieronde 1 |
| 1964/65              | Operatie'55        | Kwalificatieronde 1 |
| 1965/66              | Operatie'55        | 1/8 finale          |
| 1966/67              | Sittardia          | 1/8 finale          |
| 1967/68              | ESCA               | Kwalificatieronde 1 |
| 1969/70              | Sittardia          | 1/8 finale          |
| 1970/71              | Sittardia          | 1/8 finale          |
| 1971/72              | Sittardia          | 1/8 finale          |
| 1972/73              | Sittardia          | 1/4 finale          |
| 1973/74              | Sittardia          | Kwalificatieronde 1 |
| 1974/75              | Sittardia          | 1/8 finale          |
| 1975/76              | Sittardia          | 1/8 finale          |
| 1976/77              | Sittardia          | 1/8 finale          |
| 1977/78              | Sittardia          | 1/8 finale          |
| 1978/79              | Hermes             | Kwalificatieronde 1 |
| 1979/80              | Sittardia          | 1/8 finale          |
| 1980/81              | Blauw Wit Neerbeek | Kwalificatieronde 1 |
| 1981/82              | Blauw Wit Neerbeek | Kwalificatieronde 1 |
| 1982/83              | V&L Geleen         | 1/8 finale          |
| 1983/84              | V&L Geleen         | 1/8 finale          |
| 1984/85              | V&L Geleen         | 1/4 finale          |
| 1985/86              | Aalsmeer           | Kwalificatieronde 1 |
| 1986/87              | V&L Geleen         | Kwalificatieronde 1 |
| 1987/88              | Sittardia          | Kwalificatieronde 1 |
| 1988/89              | Blauw Wit Neerbeek | Kwalificatieronde 1 |
| 1989/90              | E&O Emmen          | Kwalificatieronde 1 |
| 1990/91              | Sittardia          | 1/8 finale          |
| 1991/92              | E&O Emmen          | Kwalificatieronde 1 |
| 1992/93              | E&O Emmen          | 1/16 finale         |
| EHF Champions League |                    |                     |
| 1993/94              | Sittardia          | 1/16 finale         |
| 1994/95              | Sittardia          | Kwalificatieronde 2 |
| 1995/96              | Aalsmeer           | Kwalificatieronde   |
| 1996/97              | E&O Emmen          | Kwalificatieronde   |
| 1997/98              | Sittardia          | Kwalificatieronde   |
| 1998/99              | E&O Emmen          | Kwalificatieronde   |
| 1999/00              | Sittardia          | Kwalificatieronde   |
| 2000/01              | Aalsmeer           | Kwalificatieronde   |
| 2001/02              | Aalsmeer           | Kwalificatieronde 2 |
| 2002/03              | V&L Geleen         | Kwalificatieronde 2 |
| 2003/04              | Aalsmeer           | Kwalificatieronde   |
| 2004/05              | Aalsmeer           | Kwalificatieronde   |
| 2005/06              | Volendam           | Kwalificatieronde   |
| 2006/07              | Volendam           | Kwalificatieronde   |
| 2007/08 - 2012/13    | Geen deelname      | Geen deelname       |
| 2013/14              | Volendam           | Kwalificatieronde   |
| 2014/15              | Bevo HC            | Kwalificatieronde   |
| 2015/16              | Limburg Lions      | Kwalificatieronde   |
| 2016/17 - heden      | Geen deelname      | Geen deelname       |

| België dames         | België dames         | België dames      |
| Seizoen              | Club                 | Resultaat         |
| -------------------- | -------------------- | ----------------- |
| Europa Cup           |                      |                   |
| 1961 - 1977/78       | Geen deelname        | Geen deelname     |
| 1978/79              | Uilenspiegel         | Kwalificatieronde |
| 1979/80              | Uilenspiegel         | Kwalificatieronde |
| 1980/81              | Tongeren             | Kwalificatieronde |
| 1981/82              | Uilenspiegel         | Kwalificatieronde |
| 1982/83              | Tongeren             | Kwalificatieronde |
| 1983/84              | Avanti Lebbeke       | Kwalificatieronde |
| 1984/85              | Geen deelname        | Geen deelname     |
| 1985/86              | Sasja                | Kwalificatieronde |
| 1986/87              | Tongeren             | Kwalificatieronde |
| 1987/88              | Initia Hasselt       | 1/8 finale        |
| 1988/89              | Initia Hasselt       | Kwalificatieronde |
| 1989/90              | Initia Hasselt       | Kwalificatieronde |
| 1990/91              | Initia Hasselt       | Kwalificatieronde |
| 1991/92              | Initia Hasselt       | Kwalificatieronde |
| 1992/93              | Initia Hasselt       | Kwalificatieronde |
| EHF Champions League |                      |                   |
| 1993/94              | Initia Hasselt       | Kwalificatieronde |
| 1994/95              | Geen deelname        | Geen deelname     |
| 1995/96              | Initia Hasselt       | Kwalificatieronde |
| 1996/97              | Geen deelname        | Geen deelname     |
| 1997/98              | Handball Fémina Visé | Kwalificatieronde |
| 1998/99              | Handball Fémina Visé | Kwalificatieronde |
| 1999/00              | Handball Fémina Visé | Kwalificatieronde |
| 2000/01 - 2020/21    | Geen deelname        | Geen deelname     |

| Nederland dames      | Nederland dames | Nederland dames     |
| Seizoen              | Club            | Resultaat           |
| -------------------- | --------------- | ------------------- |
| Europa Cup           |                 |                     |
| 1960/61              | Geen deelnamen  | Geen deelnamen      |
| 1961/62              | Niloc           | 1/4 finale          |
| 1962/63              | Swift Roermond  | 1/4 finale          |
| 1963/64              | Swift Roermond  | 1/2 fianle          |
| 1964/65              | Swift Roermond  | Kwalificatieronde   |
| 1965/66              | Swift Roermond  | Kwalificatieronde   |
| 1966/67              | Swift Roermond  | 1/4 finale          |
| 1968/69              | Swift Roermond  | Kwalificatieronde   |
| 1969/70              | Swift Roermond  | 1/8 finale          |
| 1970/71              | Niloc           | 1/4 finale          |
| 1971/72              | Niloc           | 1/2 fianle          |
| 1972/73              | Swift Roermond  | 1/8 finale          |
| 1973/74              | Swift Roermond  | 1/8 finale          |
| 1974/75              | Swift Roermond  | 1/4 finale          |
| 1975/76              | Swift Roermond  | Finale              |
| 1976/77              | Hellas          | 1/4 finale          |
| 1977/78              | Hellas          | 1/4 finale          |
| 1978/79              | Hellas          | 1/8 finale          |
| 1979/80              | Swift Roermond  | 1/8 finale          |
| 1980/81              | Hellas          | 1/8 finale          |
| 1981/82              | Hellas          | 1/4 finale          |
| 1982/83              | Swift Roermond  | 1/8 finale          |
| 1983/84              | Niloc           | 1/8 finale          |
| 1984/85              | Niloc           | 1/8 finale          |
| 1985/86              | Ookmeer         | Kwalificatieronde   |
| 1986/87              | Ookmeer         | 1/4 finale          |
| 1987/88              | V&L Geleen      | 1/4 finale          |
| 1988/89              | SEW             | 1/8 finale          |
| 1989/90              | SEW             | 1/8 finale          |
| 1990/91              | V&L Geleen      | 1/8 finale          |
| 1991/92              | Aalsmeer        | 1/8 finale          |
| 1992/93              | Swift Roermond  | 1/8 finale          |
| EHF Champions League |                 |                     |
| 1993/94              | Swift Roermond  | Kwalificatieronde   |
| 1994/95              | Swift Roermond  | Kwalificatieronde   |
| 1995/96              | Swift Roermond  | Kwalificatieronde   |
| 1996/97              | Swift Roermond  | Groepswedstrijden   |
| 1997/98              | Swift Roermond  | Kwalificatieronde   |
| 1998/99              | Swift Roermond  | Kwalificatieronde   |
| 1999/00              | SEW             | Kwalificatieronde   |
| 2000/01              | De Volewijckers | Kwalificatieronde   |
| 2001/02              | SEW             | Kwalificatieronde   |
| 2002/03              | Hellas          | Kwalificatieronde   |
| 2003/04              | SEW             | Kwalificatieronde   |
| 2004/05              | SEW             | Kwalificatieronde   |
| 2005/06              | Hellas          | Kwalificatieronde   |
| 2006/07              | Quintus         | Kwalificatieronde   |
| 2007/08              | Quintus         | Kwalificatieronde   |
| 2008/09              | VOC             | Kwalificatieronde   |
| 2009/10              | VOC             | Kwalificatieronde 2 |
| 2010/11              | VOC             | Kwalificatieronde 2 |
| 2011/12              | Dalfsen         | Kwalificatieronde 2 |
| 2012/13              | Dalfsen         | Kwalificatieronde   |
| 2013/14              | Dalfsen         | Kwalificatieronde   |
| 2014/15              | Dalfsen         | Kwalificatieronde   |
| 2015/16              | Dalfsen         | Kwalificatieronde   |
| 2016/17              | Dalfsen         | Kwalificatieronde   |
| 2017/18 - 2020/21    | Geen deelname   | [ 1 ] [ 2 ]         |